# Cats & Dogs: The Revenge of Kitty Galore
Cats & Dogs: The Revenge of Kitty Galore (titulada: Como perros y gatos 2: La revancha de Kitty Galore en España y Como perros y gatos 2: La venganza de Kitty Galore en Hispanoamérica) es una película de aventura familiar de 2010 dirigida por Brad Peyton. La cinta es una secuela de la película de 2001 Como perros y gatos.

## Argumento
En una base al norte de Alemania, un trabajador llamado Friedrich (Fred Armisen), está entregando códigos secretos hasta que se encuentra a un cachorro de cocker spaniel inglés fuera de su oficina, pero resulta ser una malvada gata sphynx sin pelo, disfrazada, llamada Kitty Galore (voz de Bette Midler). El sabueso de Friedrich, Rex (voz de Len Morganti), informa los hechos a una bulldog desde un cuartel secreto de agentes caninos. 
Mientras tanto en San Francisco, Diggs (voz de James Marsden), un pastor alemán policía es suspendido de la fuerza después de hacer volar un concesionario de autos usados, hasta que Butch (voz de Nick Nolte), un pastor de Anatolia y Lou (voz de Neil Patrick Harris), un beagle, además del jefe al mando de D.O.G. HQ (Caninos de Astucia Natural), lo reclutan para con su ayuda lograr detener a Kitty de realizar su plan. Después de rastrear a una paloma llamada Seamus (voz de Katt Williams), que posee información valiosa sobre el plan de Kitty, Diggs y Butch conocen a una agente de M.E.O.W.S. HQ (Mininos Inteligentes de Ayuda Universal) llamada Catherine (voz de Christina Applegate), una gata azul ruso que fue enviada por la misma razón que los agentes caninos.
Después de llevar a Catherine al cuartel general, Lou y Tab Lazenby (voz de Roger Moore), el jefe de Catherine y el gato a la cabeza de M.E.O.W.S., forman una alianza para acabar con Kitty Galore muy a pesar de Diggs, quien estaba celoso de que Catherine obtuviera mejores gadgets que él, Seamus les revela que su primo Nicky podría saber donde se encontraba Kitty Galore, una casa de una anciana en Oakland, luego de conseguir infiltrarse en la casa, descubren a un gato americano de pelo corto el cual le ha estado enviando piezas robadas de tecnología a Kitty usando a otras palomas que trabajan para ella, pero afirma que no sabe dónde se esconde, hasta que Diggs arruina la misión cuando desobedece la orden que le fue dada causando ser casi ahogados por una excesiva cantidad de arena para gatos. Después de hablar con Sr. Tinkles (voz de Sean Hayes) el gato persa prisionero de Alcatraz, dos mercenarios llamados Angus y Duncan MacDougall (voces de Michael Beattie y Jeff Bennett) respectivamente intentan asesinar a Seamus en el barco que regresa de la prisión, Diggs somete a Angus y accidentalmente lo tira por la borda. 
Ya harto de que Diggs siga arruinando la misión, Butch lo deja fuera del equipo y Catherine conduce a Diggs a su casa, donde hace amistad con sus sobrinas felinas. También se entera de que la razón del por qué Diggs nunca cumple órdenes es porque él nunca confío en nadie más que en él mismo, terminando su vida en la perrera, a lo que Catherine le dice que si continúa haciendo estos malos hábitos, nadie será capaz de ayudarle. Con eso dicho, Diggs se da cuenta de que ha sido egoísta y estúpido, por lo que debe cambiar radicalmente su conducta. Acudiendo al llamado de alerta, Catherine lleva a Diggs al cuartel general de M.E.O.W.S., donde descubren que Kitty se esconde en el parque de diversiones Play Land, con su nuevo dueño, un mago algo aficionado, pero muy voluntarioso y entusiasta llamado Chuck el Magnífico (Jack McBrayer). 
No mucho tiempo después de llegar al recinto ferial, Diggs y Catherine son capturados por Kitty Galore y su secuaz, un maine coon llamado Paws (voz de Phil LaMarr). Butch y Seamus son avisados de la captura de Diggs y Catherine. Kitty revela a Diggs y Catherine que ella trata de transmitir "La llamada de la naturaleza" por un satélite en órbita que solo los perros pueden oír a través de televisores, radios y celulares para hacerlos actuar hostil hacia los seres humanos y ellos entonces quedarán solos y no deseados en las perreras. Diggs y Catherine sin embargo logran escapar y reunirse con Butch y Seamus. Kitty utiliza el techo del paseo de columpios voladores de la feria para una antena parabólica, mientras que Diggs, Butch, Catherine y Seamus llegan. Seamus presiona un botón rojo, pensando que es un botón de apagado, pero en cambio se carga la señal "El llamado de la naturaleza" y los perros del mundo empiezan a actuar de manera desprovista de cordura en sus hogares. Paws revela que es un robot en el proceso y Diggs engaña a Paws para que muerda los cables, destruyendo a Paws y el satélite. La mascota de Kitty, un ratón llamado "Bocado" (voz de Elizabeth Daily), harto de abusos de Kitty hacia él, la manda a volar lejos. Kitty aterriza en el sombrero de Chuck el Magnífico, con los humanos pensando que era un truco de magia, mientras Diggs y los demás logran escapar. 
Después de la misión, Diggs va a vivir con Shane y su familia, luego Diggs va al cuartel donde descubre que el Sr. Tinkles ha escapado de prisión con la middlecat (aka Calico) y sus sistemas, así que Diggs, Butch, Seamus y Catherine deciden ir a detenerlo.
En una escena poscréditos, se revela que el Sr. Tinkles está de vacaciones en Hawái.

## Personajes principales
- Diggs: Es el protagonista, es un pastor alemán, que ha estado toda su vida en perreras. Un día, fue liberado por Shane, quien es policía y se vuelve su compañero, pero termina otra vez en la perrera después de hacer explotar una tienda de autos usados. El cuartel de perros D.O.G. lo busca porque dicen que es lo que buscan en un agente secreto de verdad; un perro que tenga un nivel de poder destructivo, que sea valiente y sobre todo, que profese un odio a muerte contra los gatos. Su estilo de vida está basado en nunca obedecer ninguna orden de ningún superior y siempre hacer todo lo que quiere, pero no por gusto; el motivo de tan mala conducta es porque desde que era un cachorro aprendió que en lo único que puede confiar en la vida es en él mismo y en nadie más, pues considera que de esta manera no puede llegar a decepcionarse. Profesa un odio a muerte contra los gatos, como todos los perros que se respeten, hasta el punto de querer morderlos hasta destruirlos y por eso al principio no se lleva bien con Catherine, considerándola como nuevo juguete para morder, pero al final se amigan un poco después de que la salvara de ser enganchada y caer al río por los mercenarios Angus y Duncan.

- Kitty Galore: una gata sin pelo llena de odio que busca venganza. Antes era una gata angora turca llamada Ivana Clawyu, una respetada agente del cuartel de gatos M.E.O.W.S. y antigua compañera de Catherine, pero durante su última misión en una fábrica de cosméticos, un fiero perro guardián la persiguió hasta hacerla caer dentro de un enorme contenedor lleno de crema depiladora. Después de perder todo el pelaje hasta el punto de asemejarse a una gata sphynx, y ser la burla y la hazmerreír de los demás agentes, abandonó M.E.O.W.S. y quiso regresar a su hogar durante la época de Navidad, pero luego de provocar un terrible susto a sus antiguos dueños, terminó siendo humillada y desterrada a la calle. Ahora, después de un año tras tan tremenda humillación, está dispuesta a vengarse de los perros para encerrarlos, y de los humanos para mutilarlos y asesinarlos.

- Butch: Es un perro viejo, que apareció en la primera película, que al principio no estaba de acuerdo con que Diggs entrara al grupo de D.O.G., pero después de conocerlo empieza a agradarle y le enseña todo tipo de cosas necesarias para ser un agente secreto.

- Catherine: Es una gata azul rusa inteligente y activa, que trabaja para M.E.O.W.S. y siente un gran apego a proteger a los humanos. Tiene la misión atrapar a Seamus para interrogarlo, lo que hace que Diggs y Butch crean que es una malvada espía enviada por Kitty Galore, pero al saber que es una agente y conocía a Kitty desde hace tiempo, deciden unirla al grupo y los ayuda en su búsqueda para encontrar a la gata sin pelo y detenerla antes que ejecute su plan de venganza. Muestra cierto miedo hacia el agua pero lo supera, después de ir por el collar de Diggs para liberarlo. Como todos los gatos más honorables, tiene un gran disgusto contra los perros por sus diferencias, pero se llega a amigar con Diggs después de que este la salvara de caer al río por los mercenarios Angus y Duncan y mostró ser compasiva con él después de escuchar su triste  historia de como cuando era un cachorro fue abandonado en la perrera por un antiguo dueño que tenía hasta que fue liberado por Shane.

- Seamus: Es una paloma, que le tiene fobia a los gatos, se convierte en el mejor amigo de Diggs. Kitty lo busca para que le de los planos de su primo Nikky, los cuales eran para construir una antena satelital donde se planea transmitir "el llamado el naturaleza".

- Lou: Es un Beagle que apareció en la primera película, era un cachorro novato (en la primera película) y luego es el jefe de D.O.G, casado y con hijos.

## Reparto
| Personaje              | Actor original              | Actor de doblaje        |
| ---------------------- | --------------------------- | ----------------------- |
| Diggs                  | James Marsden (voz)         | Óscar Flores            |
| Butch                  | Nick Nolte (voz)            | Gabriel Pingarrón       |
| Catherine              | Christina Applegate (voz)   | Yotzmit Ramírez         |
| Seamus                 | Katt Williams (voz)         | Alfonso Obregón         |
| Kitty Galore           | Bette Midler (voz)          | Yolanda Vidal           |
| Lou                    | Neil Patrick Harris (voz)   | Héctor Emmanuel Gómez   |
| Mr. Tinkles            | Sean Hayes (voz)            | José Lavat              |
| Tab Lazenby            | Roger Moore (voz)           | Jorge Lapuente          |
| Peek                   | Joe Pantoliano (voz)        | Moisés Ivan Mora        |
| Shane                  | Chris O'Donnell             | José Antonio Macías     |
| Angus MacDougall       | Michael Beattie (voz)       | ¿?                      |
| Duncan MacDougal       | Jeff Bennett (voz)          | ¿?                      |
| Niña                   | Kiernan Shipka              | ¿?                      |
| Mamá                   | Ingrid Tesch                | ¿?                      |
| Bocado                 | Elizabeth Daily (voz)       | ¿?                      |
| Paws                   | Phil LaMarr (voz)           | ¿?                      |
| Calico                 | Wallace Shawn (voz)         | ¿?                      |
| Chuck El Magnifico     | Jack McBrayer               | Alfredo Gabriel Basurto |
| Capitán Fleming        | Michael Stewart             | Martin Soto             |
| Friedrich              | Fred Armisen                | Raúl Anaya              |
| Rex                    | Len Morganti (voz)          | ¿?                      |
| Gato espía analítico 1 | Phil LaMarr (voz)           | ¿?                      |
| Bulldog de seguridad   | Grey DeLisle (voz)          | ¿?                      |
| Gato espía analítico 2 | Grey DeLisle (voz)          | ¿?                      |
| Sobrinas de Catherine  | Grey DeLisle (voz)          | ¿?                      |
| Sobrinas de Catherine  | Elizabeth Daily (voz)       | ¿?                      |
| Sobrinas de Catherine  | Bonnie Cahoon (voz)         | ¿?                      |
| Patches                | Elizabeth Daily (voz)       | ¿?                      |
| Gato Artillero         | Carlos Alazraqui (voz)      | ¿?                      |
| Mataperros             | Bumper Robinson (voz)       | ¿?                      |
| Gato Gordo Recluso     | Roger L. Jackson (voz)      | ¿?                      |
| Paloma mensajera       | Phil LaMarr (voz)           | Blas García             |
| Sam                    | Michael Clarke Duncan (voz) | Blas García             |
| Gato Cañonero          | Carlos Alazraqui (voz)      | ¿?                      |
| Carlito el loco        | Paul Rodriguez              | Herman López            |
| Insertos               | N/A                         | Enrique Perera          |

## Recepción

### Respuesta de la crítica
Rotten Tomatoes, reporta que el 14% de los 96 críticos encuestados le dieron a la película una reseña positiva; el índice de audiencia promedio es 3.6/10. El consenso crítico del sitio dice, "Sosa y aburrida, esta inexplicable secuela ofrece un poco mas que el espectaculo de animales parlantes digitalmente renderizados con voces de celebridades."

## Banda sonora
1. "Get the Party Started"-Dame Shirley Bassey-3:59
2. "Why Can't We Be Friends"-Sean Kingston feat. Jasmine V-4:19
3. "Bad to the Bone"-George Thorogood-4:50
4. "Eye of the Tiger"-Spectacular! Cast-3:32
5. "Born to Be Wild"-Alana Dee-3:01
6. "Friend"-Ziggy Marley-2:53
7. "Magic Carpet Ride"-KSM-2:57
8. "Atomic Dog"-The DeeKompressors-2:08
9. "Get Together"-The Youngbloods-4:37
10. "Concerto for Claws & Orchestra"-Christopher Lennertz-2:40

## Videojuego
Un videojuego, desarrollado por 505 Games, fue lanzado el 20 de julio de 2010 para la Nintendo DS. Se titula con el mismo nombre de la película.

## DVD y Blu-ray
En Blu-Ray, 3-D y en DVD de Como Perros y Gatos 2: La Venganza de Kitty Galore, fue lanzado el 16 de noviembre de 2010..